# Qualificazioni ai Giochi della XVIII Olimpiade (UEFA)
Di seguito sono elencati gli incontri con relativo risultato della zona europea (UEFA) per le qualificazioni a Tokyo 1964.

## Formula
Le 21 squadre vennero divise in cinque gironi da 3, 4 o 5 squadre ciascuna. Il formato prevedeva un eventuale turno preliminare e due turni eliminatori, composti da spareggi A/R. In caso di pareggio, era previsto un terzo incontro in campo neutro.
Le vincenti di ogni girone si sarebbero qualificate alle Olimpiadi.

## Risultati

### Gruppo 1
Il Lussemburgo si ritirò prima di giocare il proprio incontro.

#### Turno preliminare
|  | Albania | 0 – 1 | Bulgaria |  |

|  | Bulgaria | 1 – 0 | Albania |  |

Passa il turno la Bulgaria (2-0).

#### Primo turno eliminatorio
|  | Bulgaria | – | Lussemburgo |  |

|  | Lussemburgo | – | Bulgaria |  |

|  | Danimarca | 2 – 3 | Romania |  |

|  | Romania | 2 – 3 | Danimarca |  |

| Torino | Romania | 2 – 1 | Danimarca |  |

Passano il turno Bulgaria (ritiro del Lussemburgo) e Romania (7-6, dopo spareggio).

#### Secondo turno eliminatorio
|  | Bulgaria | 0 – 1 | Romania |  |

|  | Romania | 2 – 1 | Bulgaria |  |

Si qualifica la Romania (3-1).

### Gruppo 2

#### Primo turno eliminatorio
|  | Ungheria | 4 – 0 | Svezia |  |

|  | Svezia | 2 – 2 | Ungheria |  |

|  | Svizzera | 0 – 1 | Spagna |  |

|  | Spagna | 6 – 0 | Svizzera |  |

Passano il turno Ungheria (6-2) e Spagna (7-0).

#### Secondo turno eliminatorio
|  | Spagna | 1 – 2 | Ungheria |  |

|  | Ungheria | 3 – 0 | Spagna |  |

Si qualifica l'Ungheria (5-1).

### Gruppo 3

#### Turno preliminare
|  | Germania Est | 3 – 0 | Germania Ovest |  |

|  | Germania Ovest | 2 – 1 | Germania Est |  |

Passa il turno la Germania Est (4-2).

#### Primo turno eliminatorio
|  | Unione Sovietica | 7 – 0 | Finlandia |  |

|  | Finlandia | 0 – 4 | Unione Sovietica |  |

|  | Paesi Bassi | 0 – 1 | Germania Est |  |

|  | Germania Est | 3 – 1 | Paesi Bassi |  |

Passano il turno Unione Sovietica (11-0) e Germania Est (4-1).

#### Secondo turno eliminatorio
|  | Germania Est | 1 – 1 | Unione Sovietica |  |

|  | Unione Sovietica | 1 – 1 | Germania Est |  |

| Varsavia | Germania Est | 4 – 1 | Unione Sovietica |  |

Si qualifica la Germania Est (6-3, dopo spareggio).

### Gruppo 4
La Polonia ottenne la qualificazione automatica al 2º turno eliminatorio.

#### Primo turno eliminatorio
|  | Turchia | 2 – 2 | Italia |  |

|  | Italia | 7 – 1 | Turchia |  |

Passa il turno l'Italia (9-3).

#### Secondo turno eliminatorio
|  | Italia | 3 – 0 | Polonia |  |

|  | Polonia | 0 – 1 | Italia |  |

Si qualifica l'Italia (4-0).

### Gruppo 5
La Grecia venne squalificata per aver impiegato giocatori professionisti.

#### Turno preliminare
|  | Islanda | 0 – 6 | Regno Unito |  |

|  | Regno Unito | 4 – 0 | Islanda |  |

Passa il turno il Regno Unito (10-0).

#### Primo turno eliminatorio
|  | Cecoslovacchia | 4 – 0 | Francia |  |

|  | Francia | 2 – 4 | Cecoslovacchia |  |

|  | Regno Unito | 2 – 1 | Grecia |  |

|  | Grecia | 4 – 1 | Regno Unito |  |

Passano il turno Cecoslovacchia (8-2) e Grecia (5-3).

#### Secondo turno eliminatorio
|  | Cecoslovacchia | – | Grecia |  |

|  | Grecia | – | Cecoslovacchia |  |

Si qualifica la Cecoslovacchia (squalifica della Grecia).